# Petra Boesler
Petra Boesler (n. 19 septembrie 1955, Berlin, RDG) este o canotoare ce a reprezentat Republica Democrată Germană, medaliată olimpică. A participat la 1 ediție a Jocurilor Olimpice (1976) în care a câștigat 1 medalie de argint.

## Participări
Lista de mai jos prezintă principalele competiții la care a participat Petra Boesler de-a lungul carierei.
- rowing at the 1976 Summer Olympics – women's double sculls[*][4]